# Chimo
Chimo és una composició musical del mestre José María Ferrero Pastor de temàtica festera, a ritme de Marxa mora per a les festes de Moros i Cristians. Fou composta el 1964 i amb el pas dels temps s'ha convertit en un himne de les festes de Moros i Cristians d'Ontinyent, ciutat d'on procedeix el compositor Ferrero, i de la majoria de poblacions on se celebren els festejos de Moros i Cristians.
La peça musical del Mestre Ferrero fou considerada una vertadera revolució en el camp de les composicions festeres, nogensmenys arribà a ser interpretada en documentals informatius de Radiotelevisió Espanyola, així com de la Televisió Marroquí, en noticiaris amb contingut àrab. La marxa compta amb unes melodies que recorden a tot aquell que les escolta les dunes del desert, i el situà en un espai àrab de l'època medieval.
Ha estat introduïda en diverses gravacions de música festera, sobretot en les interpretades per la Banda de Música de la Societat Unió Artística Musical d'Ontinyent, de la qual fou director i mestre José María Ferrero Pastor durant 37 anys, fins al dia de la seva tràgica mort en accident de trànsit, en estiu de l'any 1987.
Aquesta obra, junt al pasdoble Paquito el Chocolatero, és l'obra més interpretada de la música de moros i cristians del País Valencià, i la més arrelada sentimentalment al cor de tots els festers.